# Renault Type P
La Renault Type P est un modèle d'automobile de compétition du constructeur automobile Renault de 1903.